# Ferrari 328
La Ferrari 328 est une voiture sportive de grand tourisme du constructeur automobile italien Ferrari. Elle fut produite en série à 7 500 exemplaires en version GTB et GTS entre 1985 et 1989.

## Historique
La Ferrari 328 remplace la Ferrari 308 en septembre 1985 au salon de Francfort. Les pare-chocs avant et arrière sont plus enveloppants et peints au ton de la carrosserie et elle se dote d'un aileron arrière. Elle est équipée d'un nouveau moteur V8 de 3,2 L (d'où l'appellation « 328 ») avec quatre soupapes par cylindre, développant 270 ch à 7 000 tr/min et 304 N m de couple à 5 500 tr/min. Pour l'Italie, Ferrari lance en 1986 un modèle utilisant une amélioration du V8 2 L Turbo de la précédente 208 GTB/GTS Turbo (254 ch à 6 500 tr/min et 328 N m à 4 100 tr/min), et qui est simplement appelée « GTB/GTS Turbo ».
La GTS (Gran Turismo Spider) dispose d'un toit amovible de type « Targa » et la GTB (Gran Turismo Berlinetta) d'un toit fixe.
Environ 7 500 exemplaires de 328 seront produits, dont 6 068 en GTS et 1 344 en version GTB.

## Production
|       | 1985 | 1986  | 1987  | 1988  | 1989  | Total |
| ----- | ---- | ----- | ----- | ----- | ----- | ----- |
| GTB   | 53   | 373   | 335   | 334   | 249   | 1 344 |
| GTS   | 550  | 1 467 | 1 414 | 1 548 | 1 089 | 6 068 |
| Total | 603  | 1 840 | 1 749 | 1 882 | 1 338 | 7 412 |

## Galerie

328 GTS
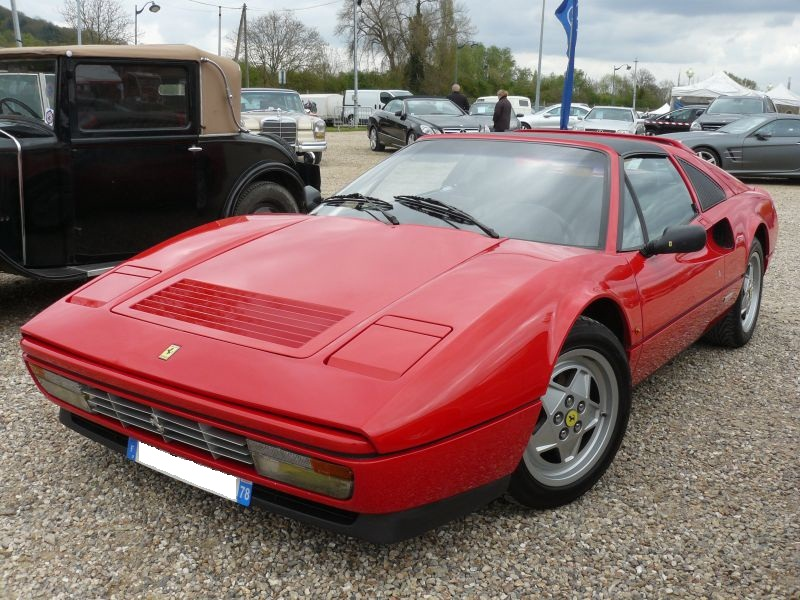
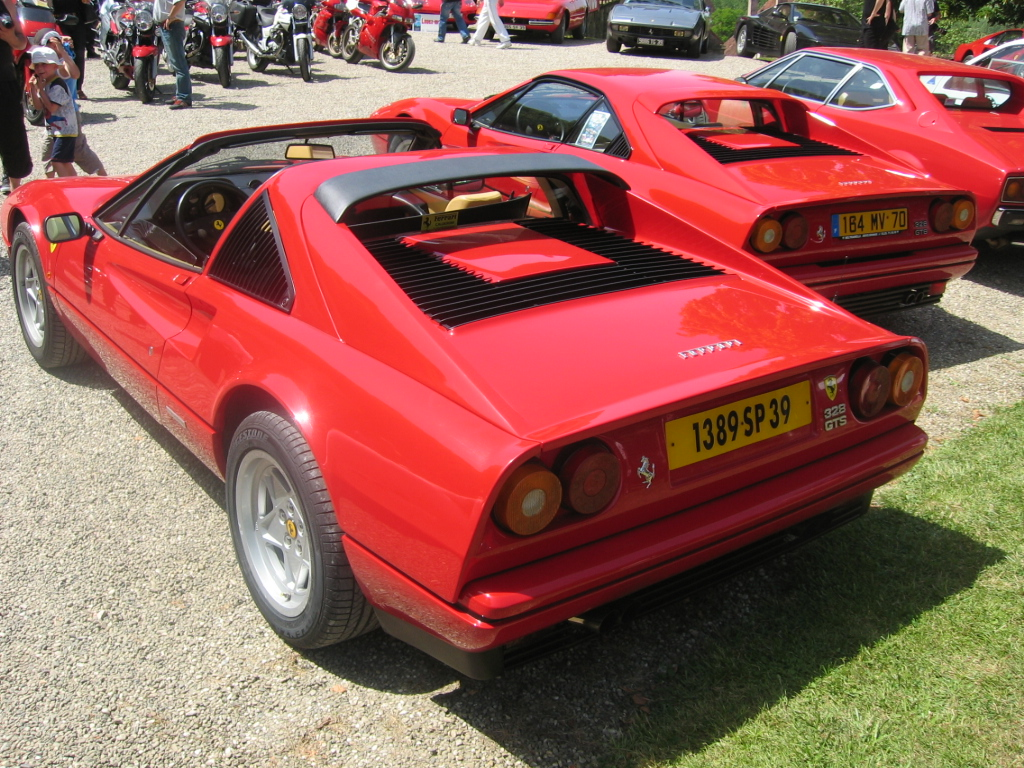
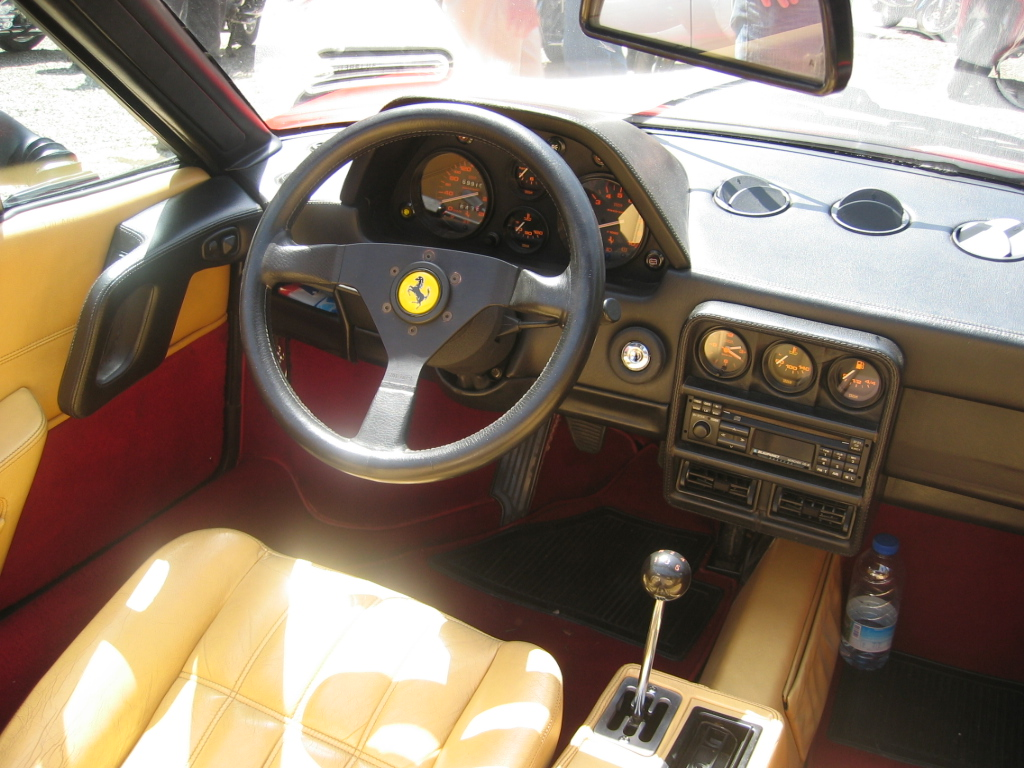
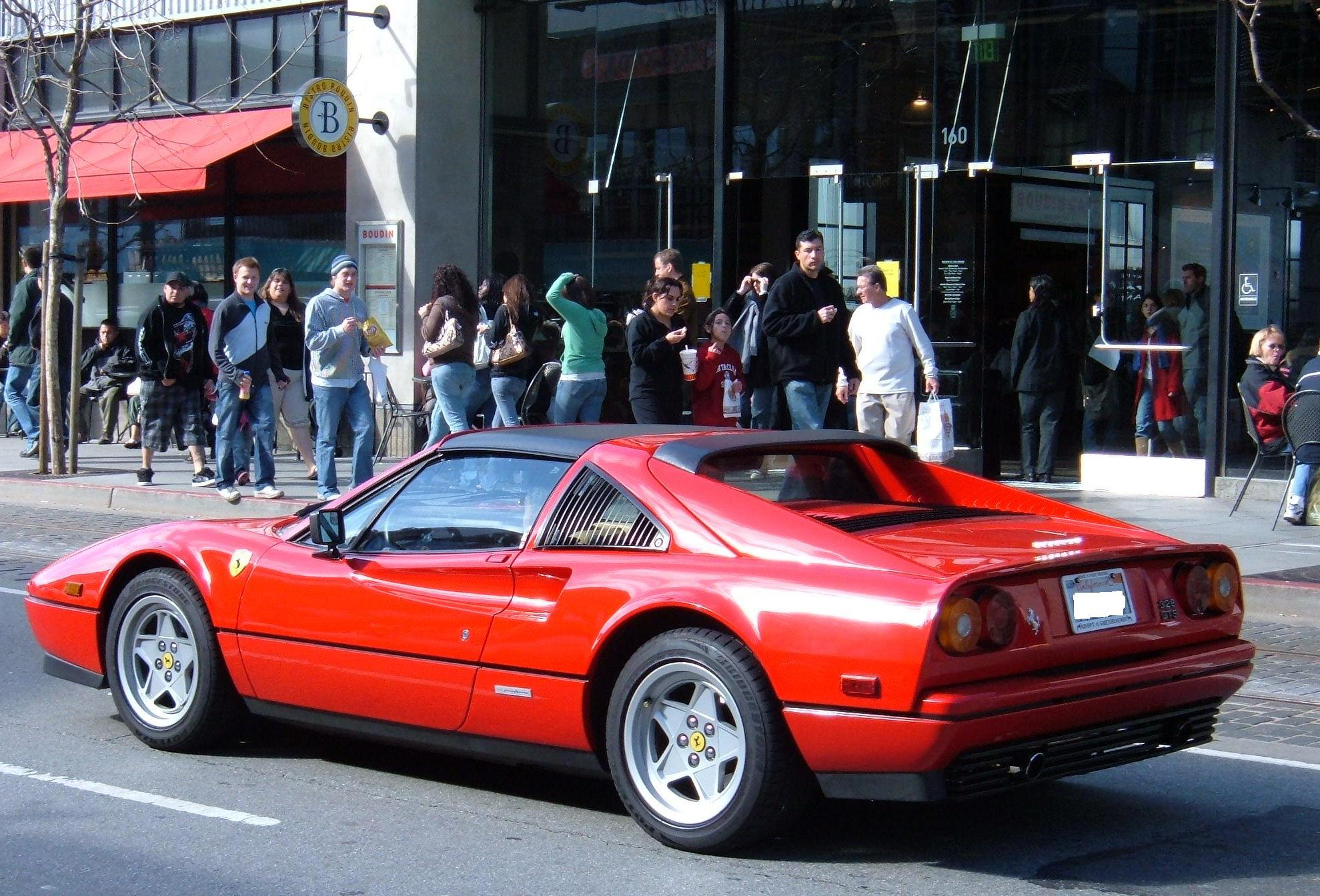